# Mediahype
Een mediahype is de buitengewone aandacht die een bepaald onderwerp gedurende enige tijd krijgt in de media.

## Kenmerken
Onder gewone omstandigheden wordt het nieuws op tientallen verschillende niveaus getoetst: de beweringen van ooggetuigen, deskundigen en gezagsdragers worden voortdurend kritisch getoetst. Bij een mediahype worden die remmen verminderd werkzaam en gebeurtenissen worden disproportioneel uitvergroot.
Een mediahype is te herkennen door het "nieuws maken door de opwinding te verslaan" (Peter Vasterman). De media doen verslag over iets wat emoties bij het publiek teweegbrengt, die vervolgens weer in beeld gebracht worden, die vervolgens weer tot emotie leiden enz.
Tijdens een mediahype kan de berichtgeving de volgende eigenschappen hebben:
- er wordt melding gemaakt van een trend: "het wordt steeds erger";
- er wordt verbreding van begrip gecreëerd;
- er is dramatisering: er wordt meer emotie in beeld gebracht en de verslaggeving wordt met meer emotie gebracht;
- men werkt met metaforen en steeds terugkomende beelden en begrippen;
- berichtgeving over berichtgeving.

## Oorzaak
Een mediahype ontstaat door uitspraken of bekentenissen van bekende politici of andere opiniemakers, of door een onverwachte gebeurtenis. De media spelen in dit soort situaties een aanjagende rol. Uit angst om bepaald nieuws niet te coveren, nemen redacties elkaars nieuws over.